# Leonhard Paminger

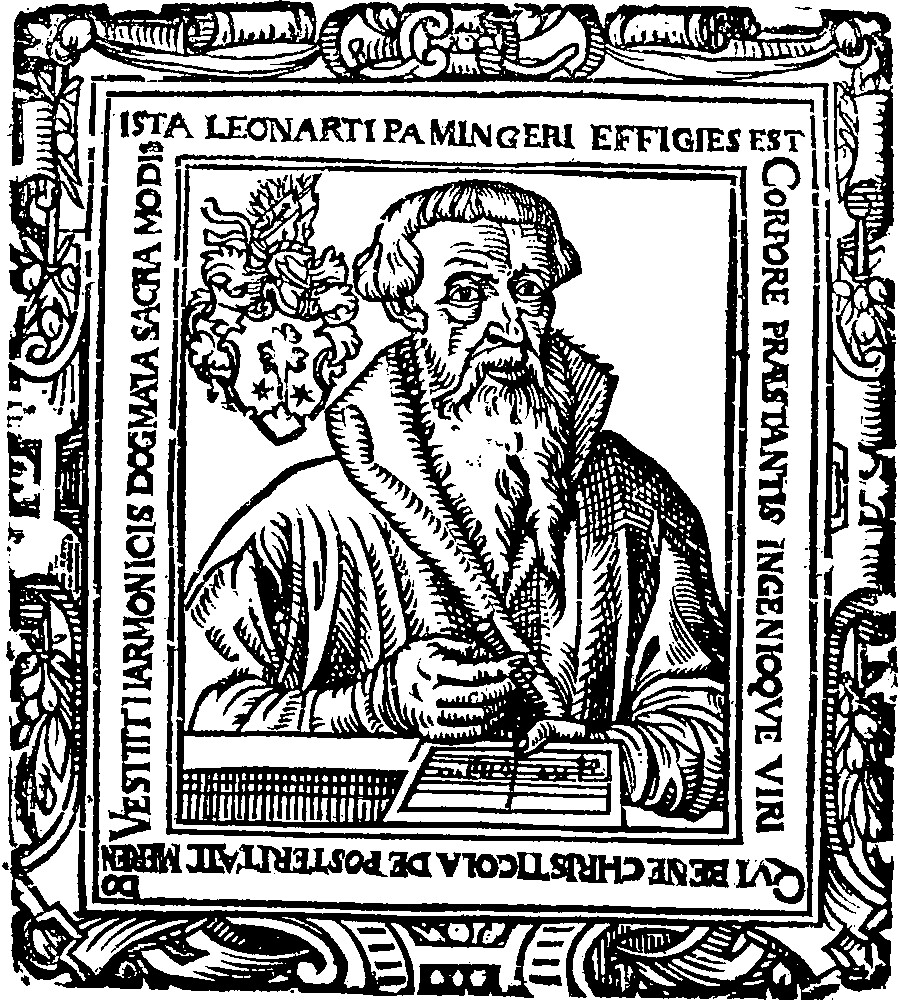
Leonhard Paminger. Die Umschrift lautet: ISTA LEONARTI PAMINGERI EFFIGIES EST / CORPORE PRAESTANTIS INGENIOQVE VIRI / QUI BENE CHRISTICOLA DE POSTERITATE MERENDO / VESTIIT HARMONICIS DOGMATA SACRA MODIS. Deutsch: „Dies ist das Bild Leonhard Pamingers, / eines an Gestalt und Geistesgaben hervorragenden Mannes, / der, sich um die christgläubige Nachwelt verdient machend, / die heiligen Glaubenslehren in harmonische Musik gekleidet hat.“

Leonhard Paminger (* 29. März 1495 in Aschach an der Donau; † 3. Mai 1567 in Passau) war ein österreichischer Komponist.

## Leben
Er wurde in Aschach an der Donau (Oberösterreich) geboren und getauft. Sein Vater Andreas Paminger war dort Ratsherr und stand möglicherweise im Dienst der Grafen von Schaumburg.
Aus Leonhard Pamingers Leben wissen wir nur das wenige, was durch seine Söhne und durch eine Lebensbeschreibung des Oettinger Predigerseminarrektors Philipp Albert Christfels von 1764 berichtet wird.
Demnach war Paminger bereits im Alter von 10 Jahren in Wien, wo er – nach einer notvollen Schulzeit – eine Anstellung auf dem Chor von St. Stephan erlangen konnte. Dort wurde er wegen seines tiefen Basses und seiner Künste auf der Harfe, der Laute und der Flöte sehr geschätzt. Paminger, der fließend Latein und Griechisch sprach, brachte sich auch Kenntnisse des Tonsatzes im Selbstunterricht bei.
Um 1517, also im Alter von 22 Jahren, kam er dann ins Augustiner-Chorherrenstift St. Nikola vor Passau, wohl als Schulgehilfe. Er blieb bis zu seinem Tode im Dienste des Klosters. Nach der Heirat mit Elisabeth Agnes nahm er Wohnung in einem Haus mit Garten in der Hofmark, die damals nicht zu Passau gehörte, sondern den bayerischen Herzögen unterstand. Um 1529 wird seine Ernennung zum Leiter dieser Schule vermutet. Die archivalischen Spuren dieser Schule sind gering. Spätere Visitationsberichte erwähnen drei oder vier „gerichtete Betten“ für die Schüler und Sängerknaben.
Die Reformation fand im Kloster St. Nikola Resonanz. Auch Leonhard Paminger beteiligte sich bis unmittelbar vor seinem Tode mit Schriften an der Debatte über religiöse Zeitfragen. So schrieb er „Schriften gegen die Papisten, Anabaptisten, Sakramentarier und Gegner der reinen Lehre des Sohnes Gottes“ sowie ein „Kurzer Bericht von Corruptelen und Jrrthumen, die Gegenwärtigkeit des wahren Leibs und Bluts unseres Herrn Jesu Christi im Heil. Abendmahle belangende“. (Regensburg 1567)
Martin Luther schickte Paminger seinen Kommentar zum Galaterbrief mit einer persönlichen Widmung: „Suo Leonhardo Pamingero, fideli institutori pueritiae Christianae et Musico inter primos laudabili“ (Seinem Leonhard Paminger, dem treugläubigen Lehrer der christlichen Jugend und unter den Ersten zu rühmenden Musiker).
Zwei Kompositionen widmete Paminger – ganz in der humanistischen Tradition stehend – mit lateinisch-griechischen Anweisungen und Rätseln versehen, dem Wittenberger Griechischprofessor und Theologen Philipp Melanchthon.
Ob diese Kontakte zur Reformation ausreichen, ihn als Protestanten zu bezeichnen, muss offenbleiben. Wichtig für das herrschende Toleranzklima ist, dass Paminger trotz der reformatorischen Wirren im Klosterkonvent zum Sekretär, dem höchsten Laien-Klosteramt, aufsteigen konnte und damit die rechte Hand des Propstes wurde.
Paminger hinterließ neben theologischen Traktaten und Übersetzungen antiker Komödien ein sehr umfangreiches kompositorisches Werk, das seine Söhne Sophonias und Sigismund in den Jahren zwischen 1573 und 1580 herausgaben. In dieser, nur in wenigen Exemplaren überlieferten Edition der „Cantiones ecclesiasticae“ haben sich etwa 700 kirchenmusikalische Vokalwerke Pamingers erhalten, darunter die Vertonung des fast vollständigen Psalters.
1557 starb Pamingers Frau; 1562 heiratete er eine Witwe namens Barbara, die er bereits 1564 zu Grabe tragen musste. Er selbst starb am 3. Mai 1567 im hohen Alter von 72 Jahren und wurde in Passau-St. Nikola begraben.

## Würdigung

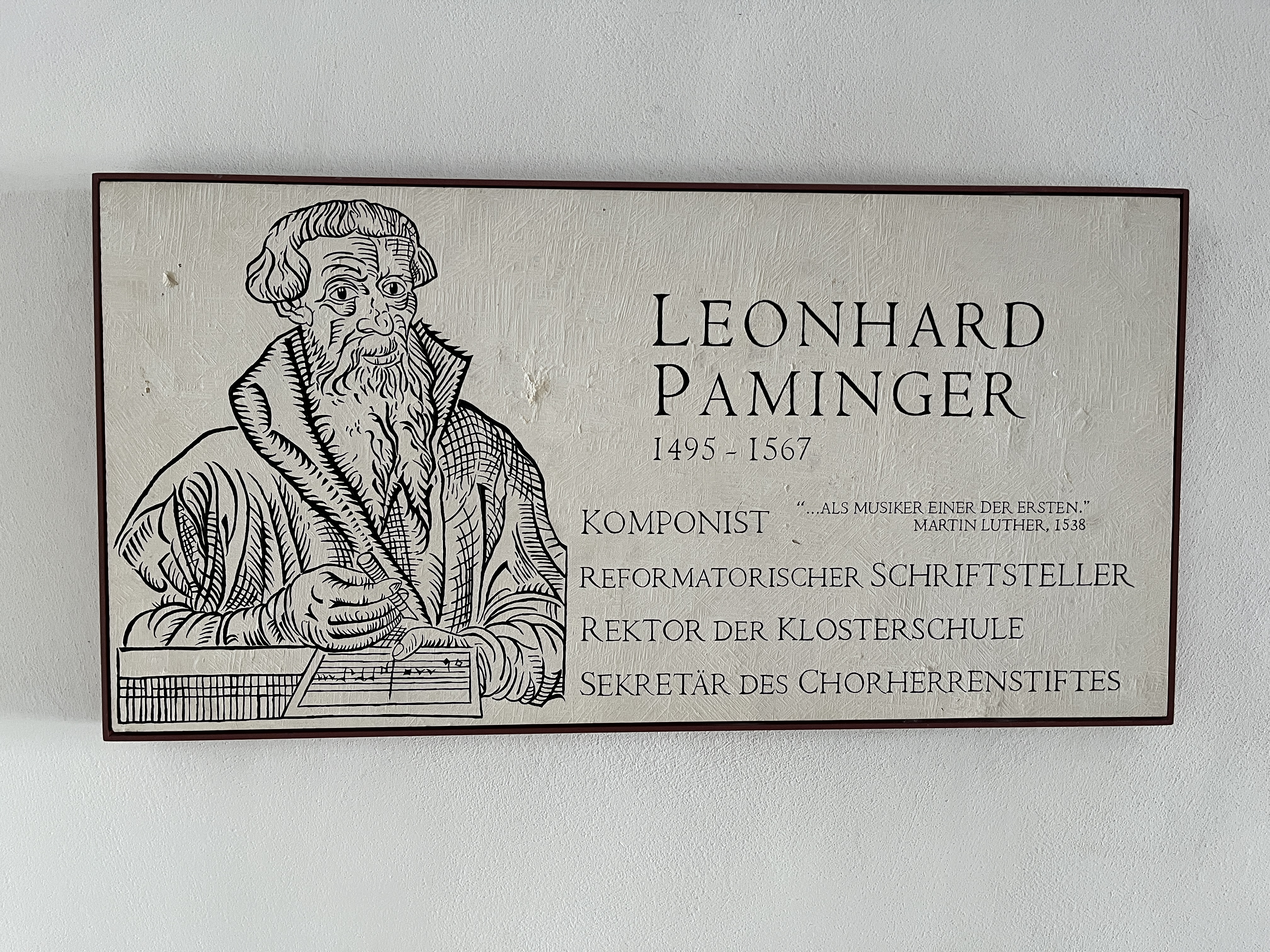
Gedenktafel in Passau-St. Nikola

- Im Eingangsbereich zur Universitätskirche St. Nikola wurde eine Gedenktafel für Leonhard Paminger angebracht.
- In Passau wurde die Leonhard-Paminger-Straße nach ihm benannt.

## Werkausgabe
- Heinz-Walter Schmitz (Hrsg.): Leonhard Paminger 1495-1567. Ausgewählte Werke I und II. Passau 1995 (Musica sacra Passaviensis 38–39)
- Passauer Weihnachtsgesänge (Herausgeber: Konrad Ruhland) = Musik aus Ostbayern Heft 1. (Carus Verlag, ursprünglich bei Musikverlag Alfred Coppenrath, Altötting 1987)
- Musik zu den 4 Adventssonntagen, S. Nicolao und S. Barbara. (Aus: Primus Tomus Ecclesiasticarum Cantionum. Nürnberg 1573, Heft 2). Cornetto-Verlag
- Motette Primo vero die sopra La Spagna. Cornetto-Verlag
- Ach Gott, straf mich nit. Tonos Musikverlag
- Novum et insigne opus musicum mit Werken von Leonhard Paminger